# Vilusi (Banja Luka)
Pour les articles homonymes, voir Vilusi.
Vilusi (en serbe cyrillique : Вилуси) est un village de Bosnie-Herzégovine. Il est situé sur le territoire de la ville de Banja Luka et dans la république serbe de Bosnie. Selon les premiers résultats du recensement bosnien de 2013, il compte 135 habitants.

## Géographie
Le village est situé sur les bords de la rivière Gomjenica.

## Démographie

### Évolution historique de la population dans la localité
| 1948 | 1953 | 1961  | 1971  | 1981 | 1991 | 2013 |
| ---- | ---- | ----- | ----- | ---- | ---- | ---- |
| -    | -    | 1 579 | 1 478 | 489  | 239  | 135  |

|  |

### Répartition de la population par nationalités (1991)
En 1991, les 239 habitants du village étaient tous serbes.